# Baie des Anges
Koordinaten: 43° 37′ 28″ N, 7° 13′ 19″ O

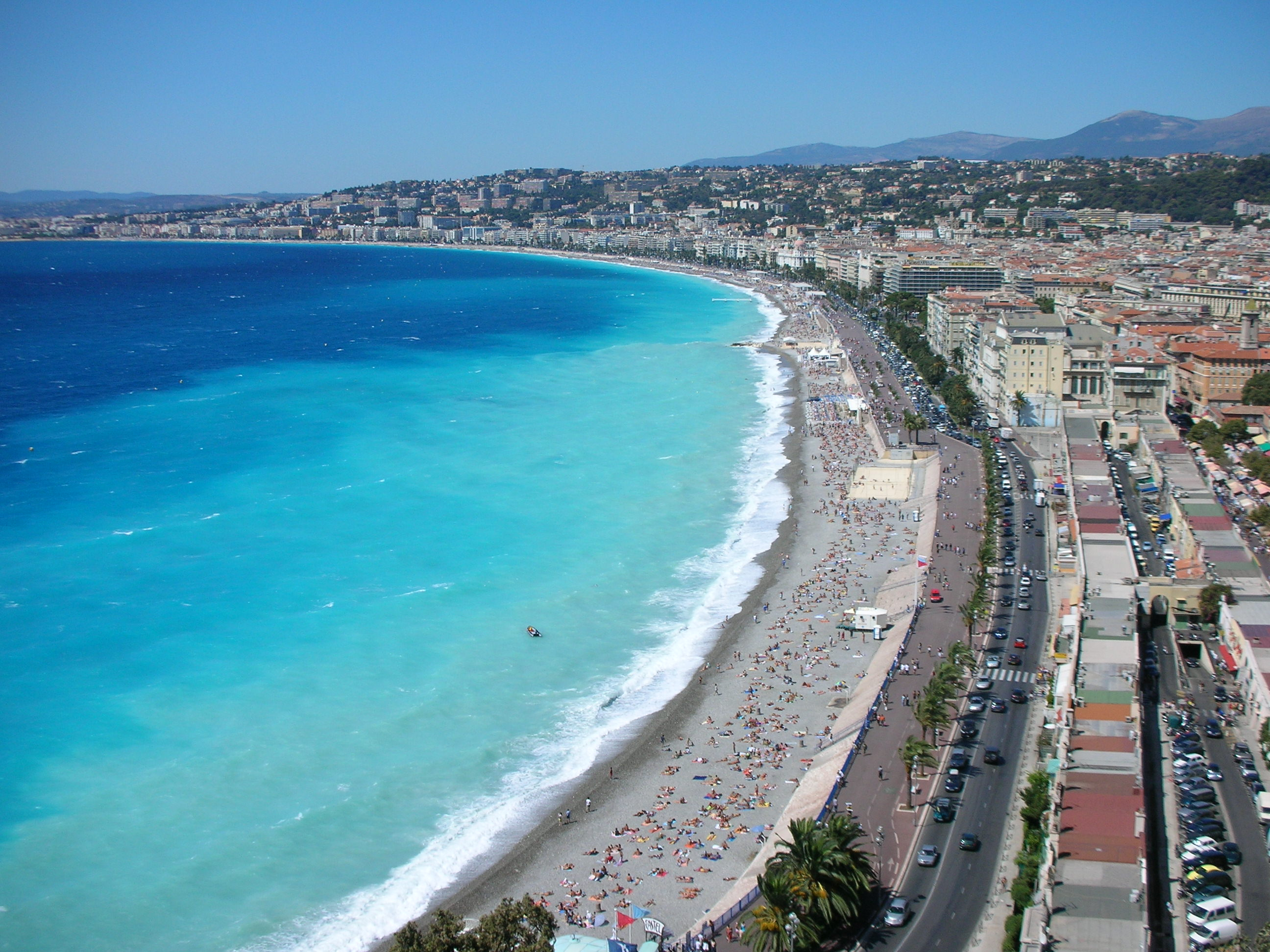
Die Baie des Anges in Nizza mit der Promenade des Anglais

Die Baie des Anges (deutsch „Bucht der Engel“) ist eine Bucht an der französischen Mittelmeerküste der Côte  d’Azur im Departement Alpes-Maritimes. Sie wird im Osten  durch das Cap de Nice begrenzt, das Nizza von Villefranche-sur-Mer abtrennt, und im Westen durch die Mündung des Var bzw. des Cap d’Antibes. Der Name leitet sich von der Haiart Meerengel („ange de mer“) ab, die vor Ort vorkommt. Entlang der Bucht befinden sich fünf Gemeinden: Antibes-Juan-les-Pins, Villeneuve-Loubet, Cagnes-sur-Mer, Saint-Laurent-du-Var und Nizza.
Die Bucht wird geprägt von der imposanten Architektur des Marina Baie des Anges in Villeneuve-Loubet, eines Wohnkomplexes mit 1300 Wohneinheiten und einer Marina des Architekten André Minangoy (1905–1985). Während der Komplex zum Baubeginn 1969 noch sehr umstritten war, da es u. a. weitläufig die Sicht auf das Meer versperrt, wandelte sich die öffentliche Meinung bis zum Abschluss der Arbeiten 1993 so weit, dass die Gebäude als Wahrzeichen der Gegend angesehen werden.